# Lienella fossoria
Lienella fossoria là một loài tò vò trong họ Ichneumonidae.